# Janne Kristiansenová
Janne Kristiansenová (* 21. listopadu 1952 Oslo) je norská právnička, dřívější ředitelka úřadu pro dohled na kriminálními případy (2004 až 2009) a v letech 2009–20012 ředitelka norské tajné služby PST (Politiets sikkerhetstjeneste). Po závažném politickém skandálu musela na tuto funkci 18. ledna 2012 rezignovat.

## Kariéra
Narozena v Oslu, v roce 1979 absolvovala práva na Oselské univerzitě a mnoho let pracovala jako respektovaná obhájkyně. V letech 1985–1990 předsedala profesní organizaci obhájců podporující zásady právního státu a doktrínu rule of law (norsky Forsvarergruppen av 1977). Pracovala jako veřejný obhájce u soudů vyšší instance, od roku 1986 v Oslu a od roku 1990 v Mossu. Podílela se na vypracování několika úředních zpráv, např. NOU 2003.18 týkající se národní bezpečnosti a NOU 2003.21 „Boj s kriminalitou a soukromí - nakládání s informacemi státním zastupitelstvím a policií“.